# Besuchen Sie Europa (solange es noch steht)
Besuchen Sie Europa (solange es noch steht) ist ein Lied der Band Geier Sturzflug aus dem Jahr 1983. Es erschien auf dem zweiten Album der Band, die im Vorjahr mit dem Lied Bruttosozialprodukt einen Nummer-eins-Hit in Deutschland, Österreich und der Schweiz hatte. Besuchen Sie Europa wurde zum zweiten großen Hit der Band und erreichte Platz 11 der deutschen und Platz 7 der österreichischen Charts. Damit gehört es wie sein Vorgänger zu den erfolgreichsten Stücken der Neuen Deutschen Welle.

## Hintergrund und Veröffentlichungen
Die Musik und der Text zu Besuchen Sie Europa (solange es noch steht) stammen von den Mitgliedern der Band Geier Sturzflug, die das Lied in Folge der Diskussionen in der deutschen Bundesregierung zum NATO-Doppelbeschluss schrieben und veröffentlichten. Den Text schrieb der Sänger der Band, Friedel Geratsch, produziert wurde die Single von Peter Kent. Es erschien als zweite Single der Band nach Bruttosozialprodukt bei Ariola sowie als erstes Lied auf dem Album Heiße Zeiten.
Aufgrund des Erfolges wurde Besuchen Sie Europa (solange es noch steht) wie auch Bruttosozialprodukt seit Erscheinen auf zahlreichen Samplern mit Titeln der Neuen Deutschen Welle veröffentlicht.

## Musik und Text

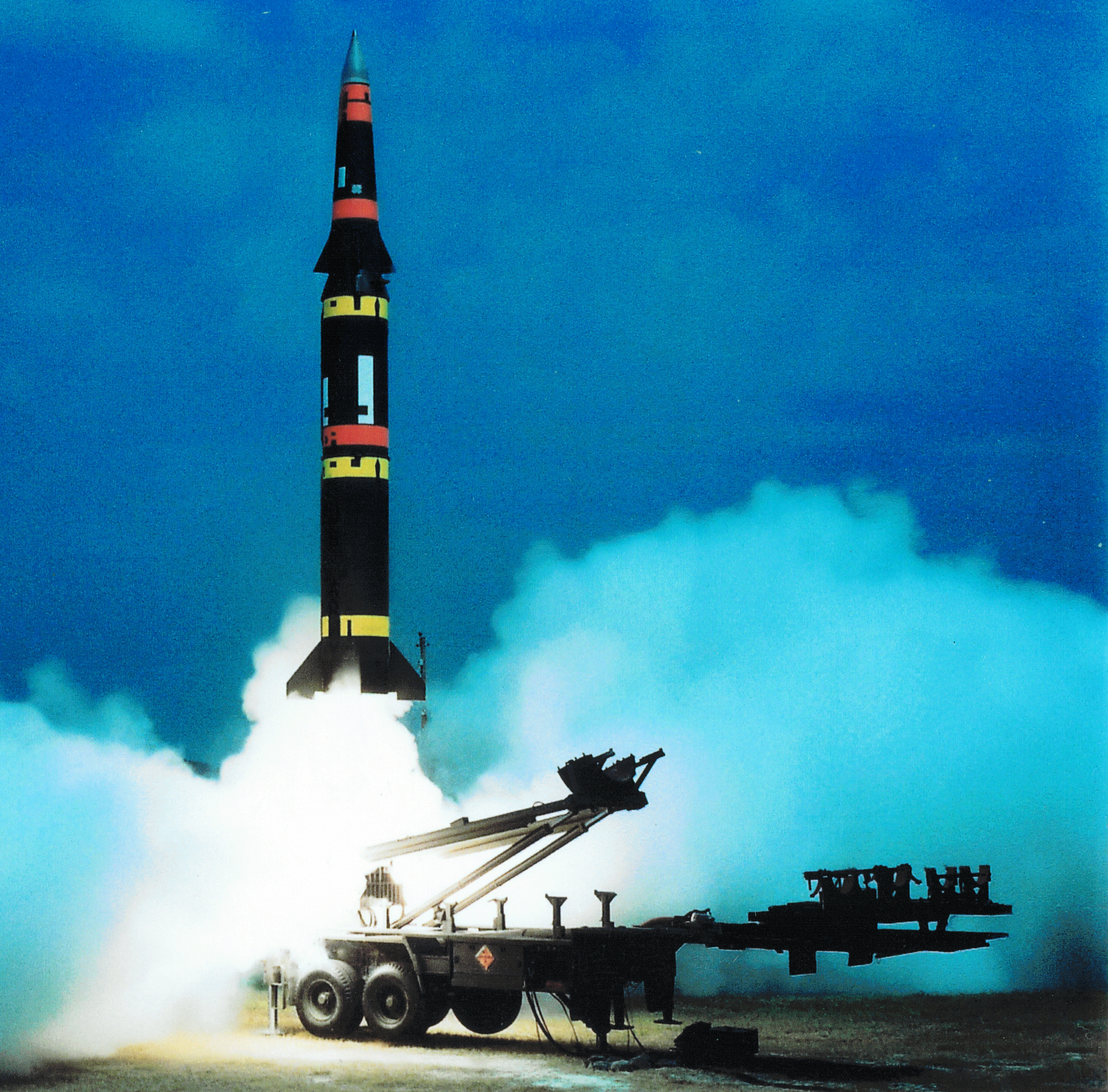
Pershing II, eines der nach dem Doppelbeschluss aufgestellten Waffensysteme

Besuchen Sie Europa (solange es noch steht) ist ein Lied im 4/4-Takt, dem ein für die Band typischer Ska-Rhythmus zugrunde gelegt wurde.
Das Stück beginnt mit einem kurzen, folkloristischen Intro, das auf einer Bouzouki gespielt wird. Dann setzt der Gesang ein, der kurz darauf von E-Bass und einer Orgel begleitet wird. Den Ska-typischen Offbeat übernimmt eine E-Gitarre. Der Refrain und die dritte Strophe werden zusätzlich von einem Saxophon begleitet. Dem zweiten Refrain folgt ein kurzes Orgelsolo. Der Song endet mit einer mehrfachen Wiederholung der Zeile „so lange es noch steht“, gefolgt von einem Explosionsgeräusch.
Das Lied entstand nach eigenen Aussagen als Reaktion auf die Diskussionen zum NATO-Doppelbeschlusses im Herbst 1982 unter dem damaligen Bundeskanzler Helmut Kohl. Friedel Geratsch benannte als Auslöser eine Werbung eines Reiseunternehmens mit den Worten „Besuchen Sie Europa (solange es noch steht)“. Geratsch nutzte diese Werbung als Refrainzeile. Im Rahmen des Beschlusses sollten durch die NATO neue mit Atomsprengköpfen bestückte Mittelstreckenraketen vom Typ Pershing II und Marschflugkörper vom Typ BGM-109G Gryphon in Westeuropa als Modernisierung und Ausgleich einer Lücke in der atomaren Abschreckung, die die Stationierung der sowjetischen SS-20 bewirkt habe, stationiert werden. Als Reaktion kam es zu zahlreichen Protesten in der europäischen Bevölkerung.
In den einzelnen Strophen werden jeweils Sehenswürdigkeiten in Europa mit einem möglichen atomaren Kriegsgeschehen in Verbindung gebracht. So gehen in der ersten Strophe im Canal Grande U-Boote vor Anker und auf dem Petersplatz werden Raketenabschussrampen aufgebaut, während sich „aus den Hügeln des Olymp […] eine Pershing 2 erhebt.“ Weiter geht es mit Szenarien am Kölner Dom, dem Eiffelturm und Big Ben:

„Vor dem alten Kölner Dom steigt ein Atompilz in die Luft

Und der Himmel ist erfüllt von Neutronenwaffelduft

Wenn in Paris der Eiffelturm zum letzten Gruß sich westwärts neigt

Und in der Nähe von Big Ben sich zartes Alpenglühen zeigt“

In der dritten Strophe verändert sich der Schwerpunkt thematisch, wenn aus der „Haute Cuisine ein Hexenkessel wird“, in dem sich „der Koch aus Übersee seine alte Welt flambiert“. Der benannte Koch ist dabei der damalige US-Präsident Ronald Reagan, der den Beschluss durchsetzen wollte.
Der Refrain ist in vier Textzeilen aufgebaut mit einem Reimschema AABA:

„Dann ist alles längst zu spät

Dann ist, wenn schon nichts mehr geht

Besuchen Sie Europa

Solange es noch steht“

Er wird jeweils zwischen den einzelnen Strophen wie auch am Ende des Liedes gesungen, wobei er zum Ende nochmal variiert wurde.

## Resonanz

### Charts und Chartplatzierungen
Besuchen Sie Europa (solange es noch steht) stieg erstmals am 18. Juli 1983 auf Platz 55 in die deutschen Singlecharts ein und hielt sich dort insgesamt 14 Wochen. Am 1. August des Jahres verzeichnete die Single mit Rang 11 für eine Woche ihre höchste Notierung. Am 17. Oktober wurde sie zum letzten Mal in den Charts auf Platz 72 verzeichnet. In den österreichischen Top 40 konnte sich das Lied zum ersten Mal am 15. August 1983 auf Rang 10 platzieren und stieg dann bis zum 15. September bis auf Rang 7, wo es einen Monat verblieb. Insgesamt blieb es bis zum 1. Dezember in den Top 40 und stand zuletzt auf Rang 15. In der Schweiz und auch in anderen Ländern konnte sich das Lied nicht platzieren.
Geier Sturzflug erreichte mit dem Lied zum zweiten Mal die deutschen Singlecharts nach dem Nummer-eins-Hit Bruttosozialprodukt im Vorjahr. Es blieb nach Bruttosozialprodukt die höchste Platzierung für die Band, die 1984 nochmal mit den Liedern Pure Lust am Leben und Einsamkeit einen Platz in den Charts belegte. In Österreich hatte die Band mit den beiden genannten Liedern zwei Platzierungen in den Top 40 und stieg mit beiden in die Top 10, mit Bruttosozialprodukt wie in Deutschland sogar auf Platz 1. Am 22. August 1983 wurde Besuchen Sie Europa (solange es noch steht) bei der ZDF-Hitparade vorgestellt und für den Folgemonat vom Publikum auf Platz 1 gewählt.

### Coverversionen
Besuchen Sie Europa (solange es noch steht) erschien in der Originalversion auf zahlreichen Musikkompilationen mit Hits der Neuen Deutschen Welle, wurde jedoch nur vereinzelt gecovert. 1999 erschien eine Version der Punkband The Leeches auf der Kompilation Wellenbrecher, auf der mehrere Neue-Deutsche-Welle-Hits gecovert wurden. Von einer Band namens Danny Blue erschienen im Jahr 2000 Coverversionen von Besuchen Sie Europa und Bruttosozialprodukt auf einem NDW-Cover-Sampler und die Partyband Die Lollies veröffentlichten eine eigene Version auf einem Album zum 25-jährigen Bestehen der Band. 2021 erschien das Lied mit einem aktualisierten Text und Video von der Punkband Jack Pott mit Unterstützung von Geier Sturzflug.

## Belege
1. ↑  
Geier Sturzflug – Besuchen Sie Europa (solange es noch steht) bei Discogs, abgerufen am 10. Mai 2022.
2. ↑  
Geier Sturzflug – Heiße Zeiten bei Discogs, abgerufen am 10. Mai 2022.
3. 1 2  
Geier Sturzflug (Friedel Geratsch) über: Besuchen Sie Europa 2021 auf dem Videokanal der Band Jack Pott; abgerufen am 10. März 2022.
4. 1 2 3  
Geier Sturzflug – Besuchen Sie Europa (solange es noch steht), Songtext auf songtexte.com; abgerufen am 9. März 2022.
5. 1 2  
Geier Sturzflug – Besuchen Sie Europa (solange es noch steht). In: offiziellecharts.de. Abgerufen am 9. März 2022.
6. 1 2 3  
Geier Sturzflug – Besuchen Sie Europa (solange es noch steht). In: Chartsurfer.de. Abgerufen am 9. März 2022.
7. 1 2  
Geier Sturzflug – Besuchen Sie Europa (solange es noch steht). In: austriancharts.at. Abgerufen am 9. März 2022.
8. 1 2  
Geier Sturzflug. In: Chartsurfer.de. Abgerufen am 9. März 2022.
9. 1 2  
Geier Sturzflug – Besuchen Sie Europa (solange es noch steht). Coverversionen auf cover.info; abgerufen am 9. März 2022.
10. ↑  
Various – Wellenbrecher bei Discogs, abgerufen am 10. Mai 2022.
11. ↑  
Various – NDW - Neue Deutsche Welle (Hits Covered) bei Discogs, abgerufen am 10. Mai 2022.
12. ↑  
Lollies – Wir Sind Nicht Alt (Seh’n Nur So Aus) (25 Jahre Lollies & Friends) bei Discogs, abgerufen am 10. Mai 2022.